# Discografia de Blessthefall
Blessthefall é uma banda de post-hardcore americana de Phoenix, Arizona, formada em 2003. Eles lançaram três álbuns de estúdio, três EP, 11 singles, e treze vídeos de música.

## Álbuns

### Álbuns de estúdio
| Ano                                | Detalhes do álbum | Posições nas paradas | Posições nas paradas | Posições nas paradas | Posições nas paradas | Posições nas paradas | Posições nas paradas |
| Ano                                | Detalhes do álbum | US                   | US Alt               | US Heat              | US Hard Rock         | US Indie             | US Rock              |
| ---------------------------------- | --- | -------------------- | -------------------- | -------------------- | -------------------- | -------------------- | -------------------- |
| 2007                               | His Last Walk - Lançado: 10 de Abril de 2007 - Gravadora: Ferret Music, Science Records - Formato: CD, download digital | —                    | —                    | 32                   | —                    | —                    | —                    |
| 2009                               | Witness - Lançado: 6 de Outubro de 2009 - Gravadora: Fearless Records - Formato: CD, download digital                   | 56                   | 13                   | —                    | 9                    | 6                    | 25                   |
| 2011                               | Awakening - Lançado: 4 de Outubro de 2011 - Gravadora: Fearless Records - Formato: CD, download digital                 | 32                   | 11                   | —                    | 3                    | 7                    | 13                   |
| 2013                               | Hollow Bodies - Lançado: 20 de Agosto de 2013 - Gravadora: Fearless Records - Formato: CD, download digital             | —                    | —                    | —                    | —                    | —                    | —                    |
| "—" indica que que não há posição. | |                      |                      |                      |                      |                      |                      |

### EPs
| Ano  | Detalhes do álbum                                                                                          |
| ---- | --- |
| 2005 | Black Rose Dying - Lançado: 2005 - Gravadora: Independente - Formato: Download digital                     |
| 2006 | Blessthefall - Lançado: 21 de Novembro de 2006 - Gravadora: Record Collection - Formato: CD                |
| 2007 | Black on Black Tour - Lançado: 11 de Setembro de 2007 - Gravadora: Science - Formato: CD, Download digital |

## Singles
| Ano  | Single                                  | Álbum         |
| ---- | --------------------------------------- | ------------- |
| 2006 | "Higinia"                               | His Last Walk |
| 2007 | "Guys Like You Make Us Look Bad"        | His Last Walk |
| 2007 | "A Message to the Unknown"              | His Last Walk |
| 2007 | "Rise Up"                               | His Last Walk |
| 2007 | "I Wouldn't Quit If Everyone Quit"      | His Last Walk |
| 2008 | "To Hell and Back"                      | Witness       |
| 2009 | "God Wears Gucci"                       | Witness       |
| 2009 | "What's Left of Me"                     | Witness       |
| 2010 | "Hey Baby, Here's That Song You Wanted" | Witness       |
| 2011 | "Promised Ones"                         | Awakening     |
| 2011 | "40 Days..."                            | Awakening     |
| 2013 | "You Wear a Crown, But You're No King"  | Hollow Bodies |
| 2013 | "Déjà Vu"                               | Hollow Bodies |

## Videografia
| Ano                                      | Titúlo                                  | Diretor             |
| ---------------------------------------- | --------------------------------------- | ------------------- |
| 2006                                     | "Black Rose Dying"                      | —                   |
| 2006                                     | "Times Like These"                      | —                   |
| 2007                                     | "Higinia"                               | Darren Doane        |
| 2007                                     | "Guys Like You Make Us Look Bad"        | Endeavor Media      |
| 2007                                     | "A Message to the Unknown"              | —                   |
| 2008                                     | "Rise Up"                               | Travis Kopach       |
| 2008                                     | "To Hell and Back" (Versão demo)        | —                   |
| 2009                                     | "What's Left of Me"                     | Darren Doane        |
| 2010                                     | "To Hell and Back"                      | Hannah Lux Davis    |
| 2010                                     | "Hey Baby, Here's That Song You Wanted" | Chris Marrs Piliero |
| 2011                                     | "Bottomfeeder"                          | —                   |
| 2011                                     | "Promised Ones"                         | Nate Weaver         |
| 2012                                     | "40 Days..."                            | Drew Russ           |
| 2013                                     | "You Wear A Crown But You're Not King"  | —                   |
| "—" indica que o diretor é desconhecido. |                                         |                     |